# Aouguenz
Aouguenz (en amazigh : ⴰⵡⴳⵏⵣ, aʷgnz) est une commune rurale de la province de Chtouka-Aït Baha dans la région de Souss-Massa-Drâa au Maroc. La commune compte environ 4 801 habitants et 1 207 ménages, selon le Recensement général de la population et de l'habitat de 2014.

## Toponymie
Le nom en arabe de la commune de Aouguenz est أوكنز. Son nom amazighe, écrit en tifinagh, est ⴰⵡⴳⵏⵣ.

## Habitants et population

### Une population berbère
La population montagnarde de Aouguenz forme, avec celle des communes de Tanalt et de Targua Ntouchka, la tribu berbère des Aït Souab, qui est constituée de villageois sédentaires chleuhs (relevant donc du groupe linguistique du tachelhit).

### Démographie
D'après les derniers recensements, Aouguenz a perdu près de la moitié de sa population en 20 ans. Elle comprenait :
- en 1994, 7 476 habitants répartis en 1472 ménages[3] ;
- en 2004, 5 886 habitants répartis en 1304 ménages[3] ;
- en 2014, 4 801 habitants répartis en 1207 ménages[2].

## Chefferies
Aouguenz est divisé en six chefferies, qui à leur tour contiennent un groupe de douars :
- Andrif (ar)
- Aït Âain (ar)
- Isaguen (ar)
- Izour Ighalen (ar)
- Azourighalen (ar)
- Takoucht (ar)